# Келп
Келп (пол. Kiełp, нім. Kielp) — село в Польщі, у гміні Києво-Крулевське Хелмінського повіту Куявсько-Поморського воєводства.
Населення — 250 осіб (2011).
У 1975-1998 роках село належало до Торунського воєводства.

## Демографія
Демографічна структура станом на 31 березня 2011 року:
|          | Загалом | Допрацездатний вік | Працездатний вік | Постпрацездатний вік |
| -------- | ------- | ------------------ | ---------------- | -------------------- |
| Чоловіки | 129     | 32                 | 88               | 9                    |
| Жінки    | 121     | 24                 | 76               | 21                   |
| Разом    | 250     | 56                 | 164              | 30                   |